# Ixkún
Ixkún (també Ixcún) és un jaciment arqueològic maia precolombí situat al departament de Petén, a Guatemala. Es troba al nord de la ciutat de Dolores. És un jaciment important que conté un bon nombre de monticles sense excavar i de monuments, alguns dels quals s'han restaurat.
Ixkún era la capital d'un important senyoriu a la vall del riu Mopán. Altres senyorius que destacaren en aquesta regió de les terres baixes dels maies al Petén foren Curucuitz, Ixcol i Ixtontón. Altres vuit llocs formaven part del senyoriu d'Ixkún. L'Estela 1 d'Ixkún és un dels monuments més alts de tota la regió del Petén.
El principal període d'activitat d'Ixkún fou durant el clàssic tardà. Estigué ocupat, però, des del preclàssic tardà fins al postclàssic.

## Localització
Ixkún es troba al municipi de Dolores, a 6,5 km al nord del poble homònim, a la zona nord-oest de les Muntanyes maies. El jaciment ocupa una sèrie de pujols càrstics i una àmplia vall de 25 km². El riu Mopán flueix a 4 km a l'est de les ruïnes. L'àrea coberta pel que era el senyoriu d'Ixkún incloïa àmplies planícies adequades per a l'agricultura a la zona dels rius Mopán i Xa. La ciutat estava a més en una ruta comercial que corria de nord a sud i vinculava tot la vall de Dolores fins al riu Mopán i controlava l'accés a Ucanal i a altres ciutats de la zona.
Ixkún es troba a 35 km d'una altra gran ciutat maia anomenada El Caracol, que es troba dins de l'actual territori de Belize.

## Història

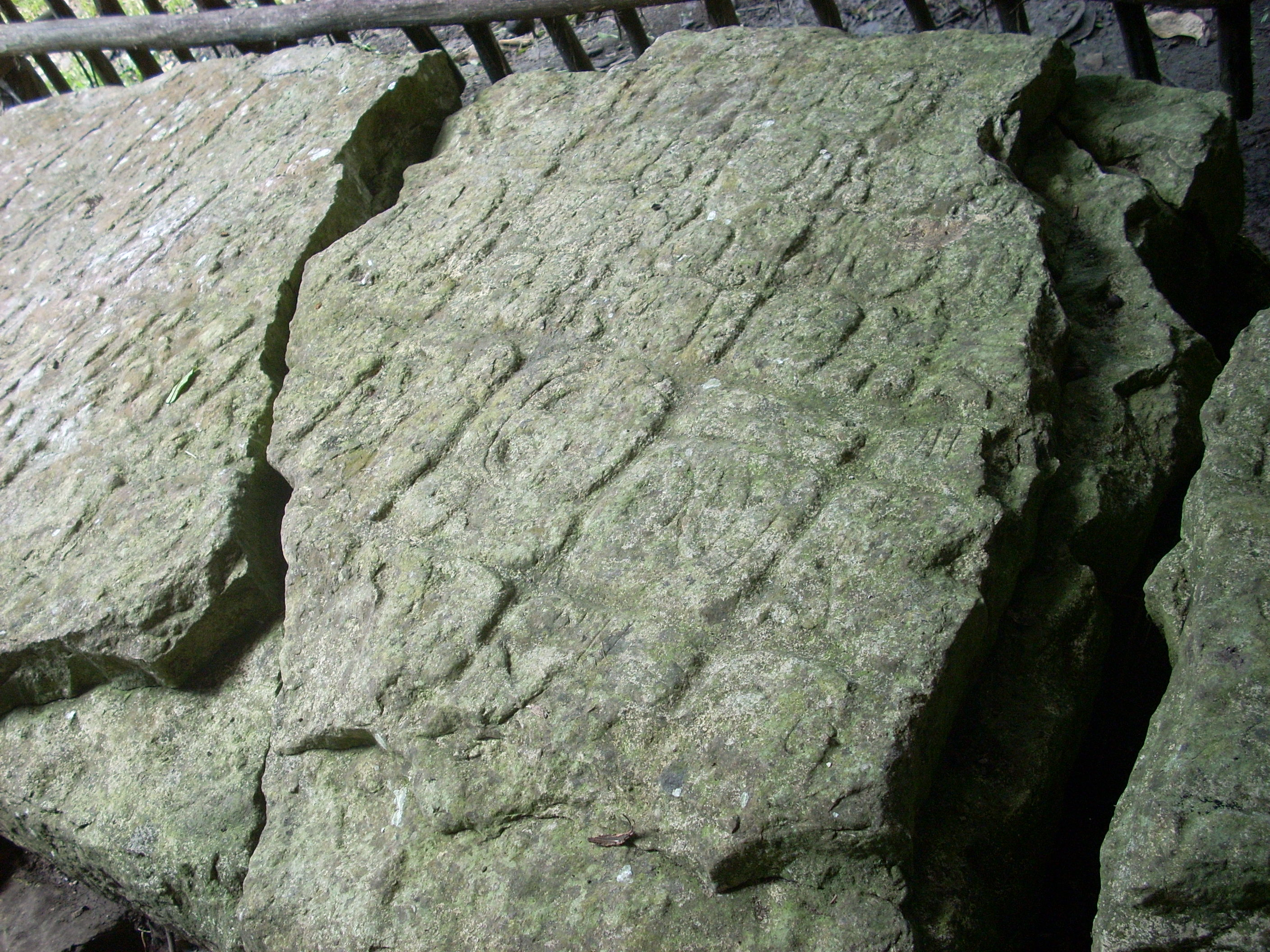
Glifs de l'Estela 2

Ixkún estava habitada en el preclàssic tardà. Els maies del clàssic primerenc reconstruïren part de les estructures preclàssiques que hi havia. El període de major activitat en fou el clàssic tardà i aquest apogeu continuà fins al clàssic terminal, tot i que part de l'obra empresa al final s'abandonà. Hi ha també evidència d'ocupació del lloc ja en el postclàssic. Fins a les recerques realitzades al 2005, no s'hi havia estat trobat un glif emblema o ditintiu d'Ixkún, perquè les escriptures estan molt erosionades.
La història d'Ixkún sembla estar lligada a la de la ciutat veïna de Sacul. Les aliances i conflictes que s'han pogut determinar entre Ixkún i altres ciutats al nord-oest de les Muntanyes Maies, com Sacul i Ucanal, indiquen una àmplia relació política amb tota la regió central de les terres baixes maies del Petén.

### Història moderna
Ixkún ha estat explorat des del s. XIX, en part a causa de la presència de l'Estela 1, que té una grandària singular. Modest Méndez, governador del Petén, visità les ruïnes al 1852, i contractà l'artista Eusebio Lara perquè fes dibuixos i pintures dels monuments trobats. Alfred Maudslay visità Ixkún el 1887, en feu plànols i degué descobrir l'Estela 2 i la 3. En feu dibuixos, fotografià l'Estela 1 i n'agafà un motle. L'excavació que feu Maudslay de la part superior de l'Estela 6 fou la primera tasca arqueològica del jaciment i una de les primeres accions científiques en aquesta zona del Petén.
Sylvanus Morley també visità el lloc el 1914 acompanyat d'Herbert Spinden. S'encarregaren de tornar a fer plànols del jaciment, en registraren algunes inscripcions i obtingueren material fotogràfic d'alguns monuments.
Ian Graham visità Ixkún el 1971, 1972 i 1978 i actualitzà la tasca anterior. Traslladà les parts supervivents d'un intens saqueig de l'Estela 5 cap al poble de Dolores per arrecerar-la. Des del 1985 Ixkún ha estat investigat per l'Atles Arqueològic de Guatemala. Els dos sacbés existents foren explorats per Oswaldo Gómez el 1993. El denominat Grup 50 fou excavat per Claudia Valenzuela. Finalment, el Grup 37 fou explorat per Varinia Matute i el Grup 38 per Erika M. Gómez, tot això l'any de 2001.

## Descripció del lloc

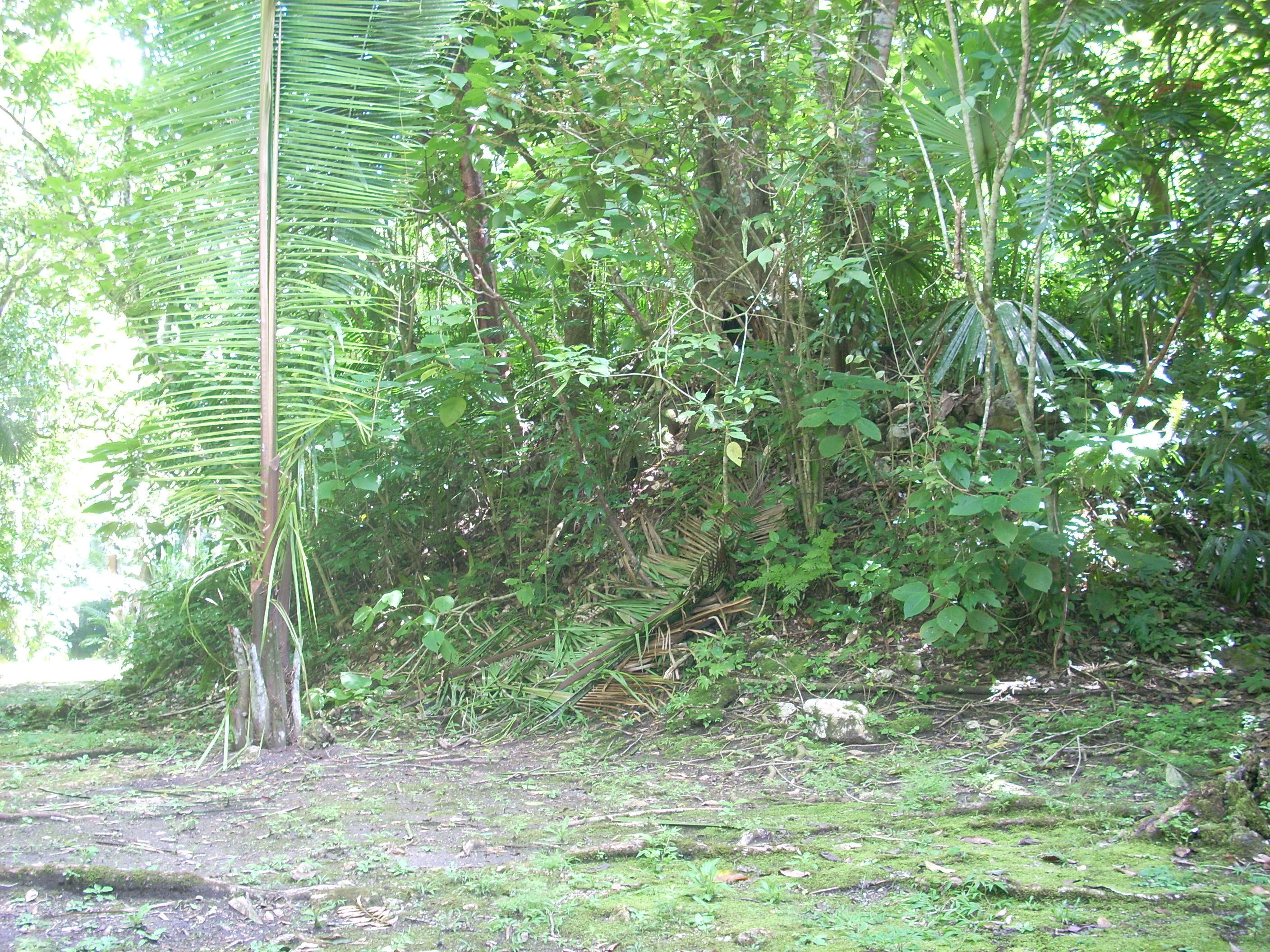
Estructura a la plaça Central

És un gran jaciment que cobreix una àrea de ca. 16 km². El seu nucli inclou un joc de pilota, alguns temples, palaus amb volta, un complex denominat Grup I i dues piràmides mitjanes, entre altres estructures. Els arqueòlegs n'han registrat 51 grups arquitectònics a la ciutat antiga, situats tant dins com fora de l'actual parc arqueològic protegit. La majoria d'aquestes estructures eren residències. Hi ha almenys 46 grups residencials, prop de 245 monticles, i diversos chultunes. Hi ha un complex arquitectònic en un pujol al sud del nucli del jaciment.

### Monuments
S'han descobert set monuments esculpits a Ixkún, incloent-hi esteles i altars. Cinc d'aquests contenen inscripcions referides a fets que succeïren entre els anys 766 i 800 de. N'hi ha també 11 monuments llisos (sense inscripcions). Els monuments tenen tots un sol estil escultòric, comú en les ciutats de la zona sud-est del Petén. La majoria d'esteles pertanyen a aquest mateix estil i només estan tallades en un costat. Les figures contingudes en aquests monuments esculpits solen referir-se als governants de la ciutat, en posició parada, mirant cap a l'esquerra i amb les cames separades formant un triangle.

## Galeria de fotografies d'Ixkún

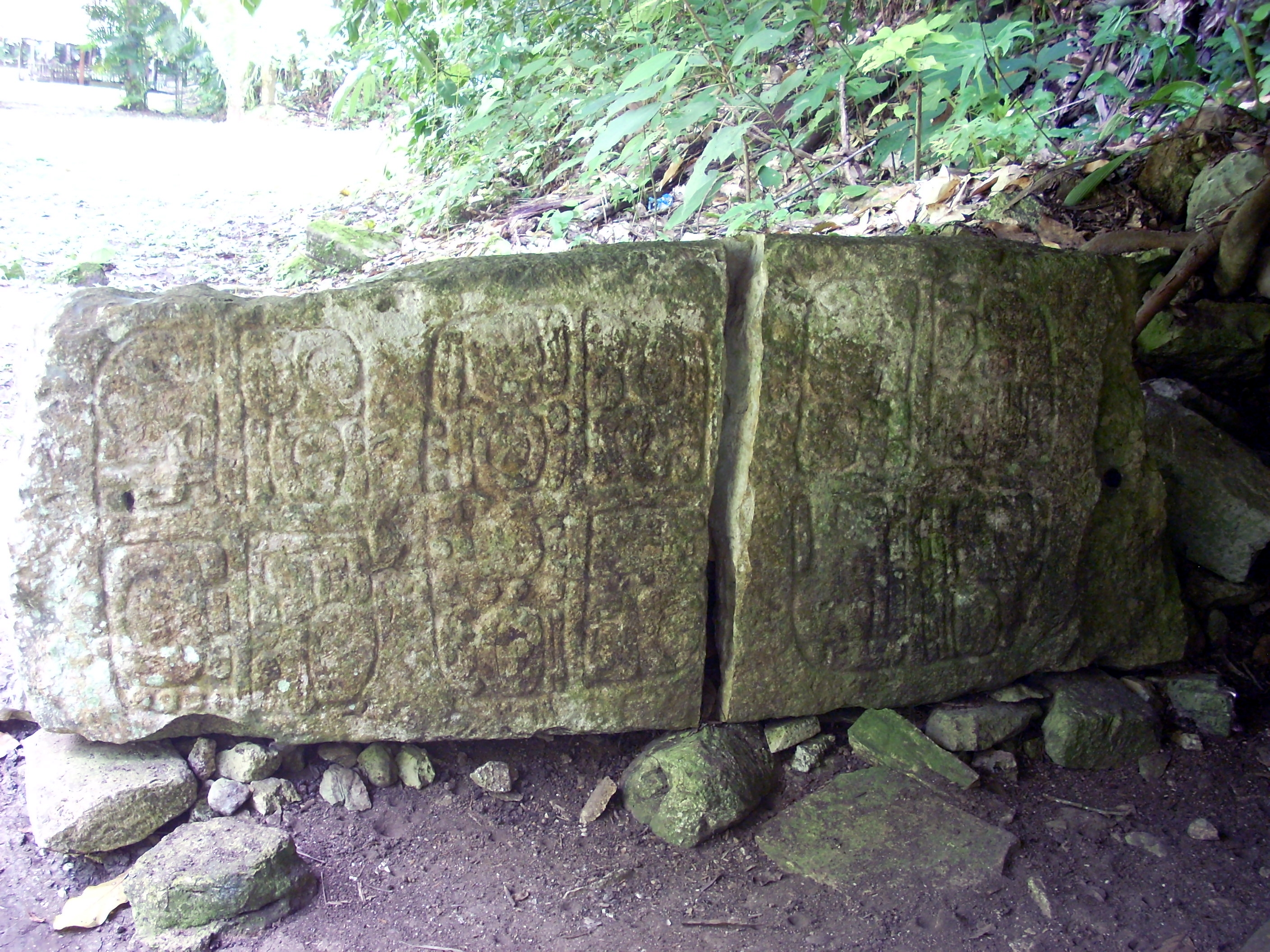
Estela 12 a la plaça Central
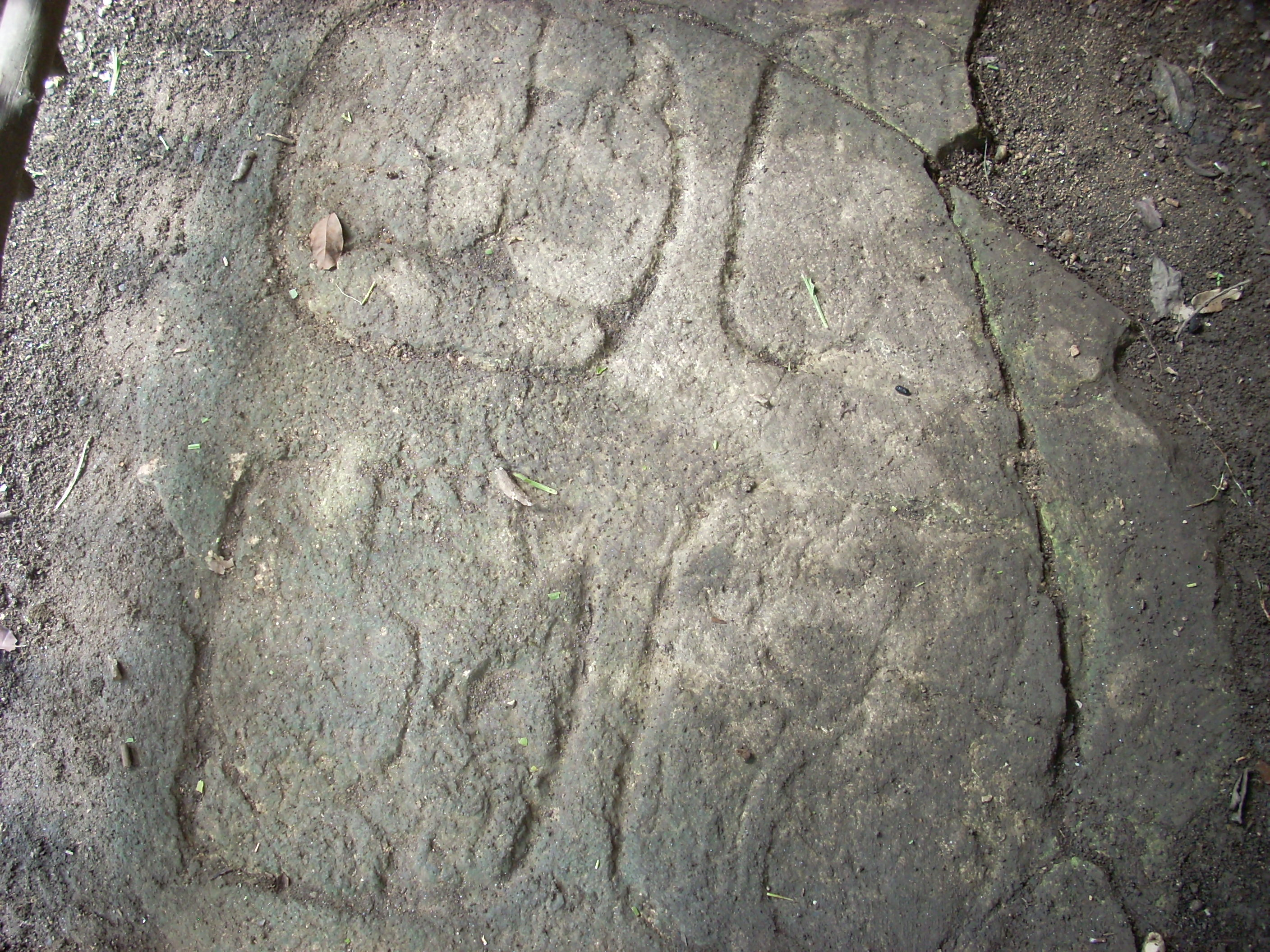
Jeroglífics a l'Altar 2, plaça del Nord
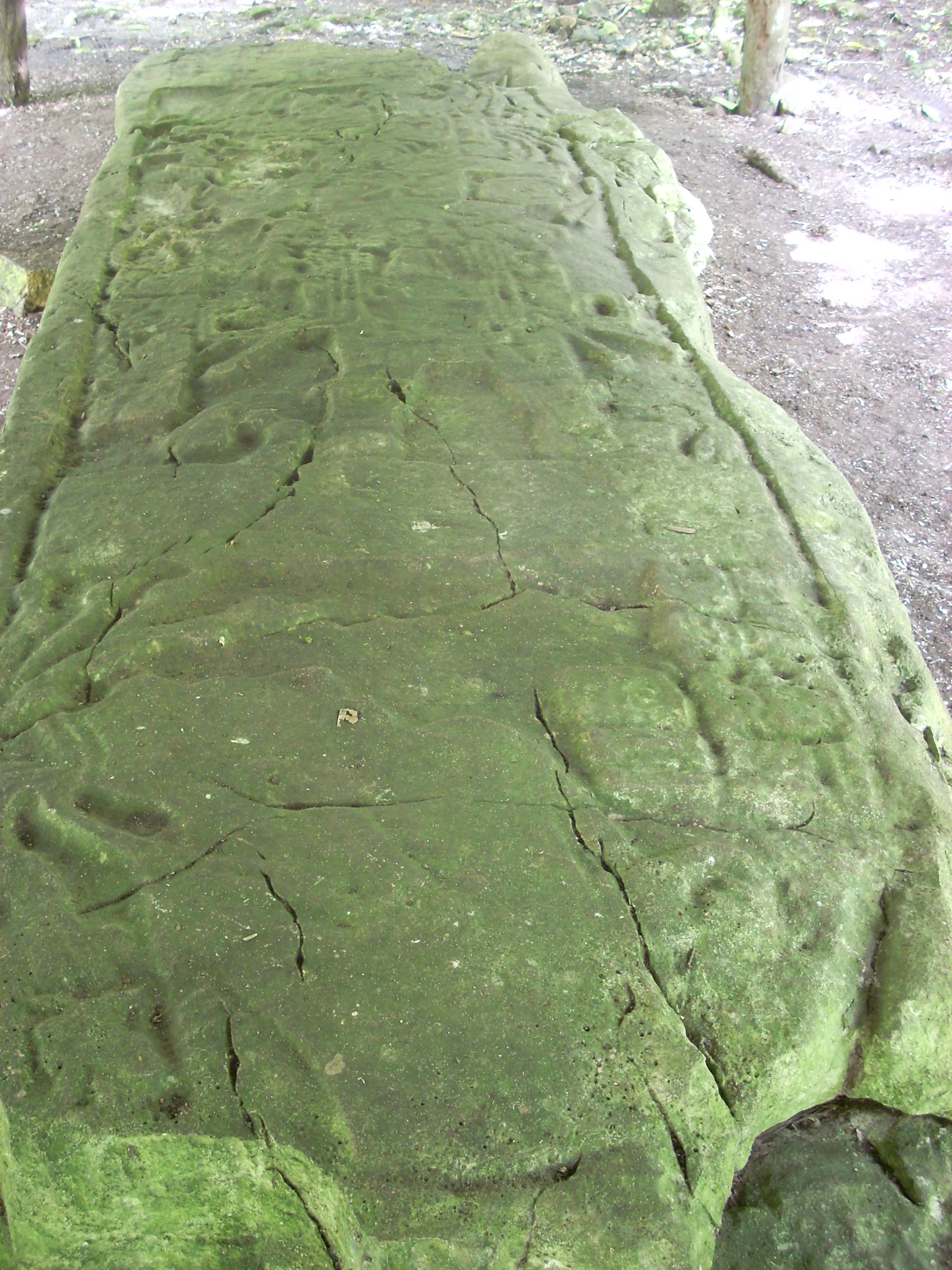
Estela 4, a la plaça Central
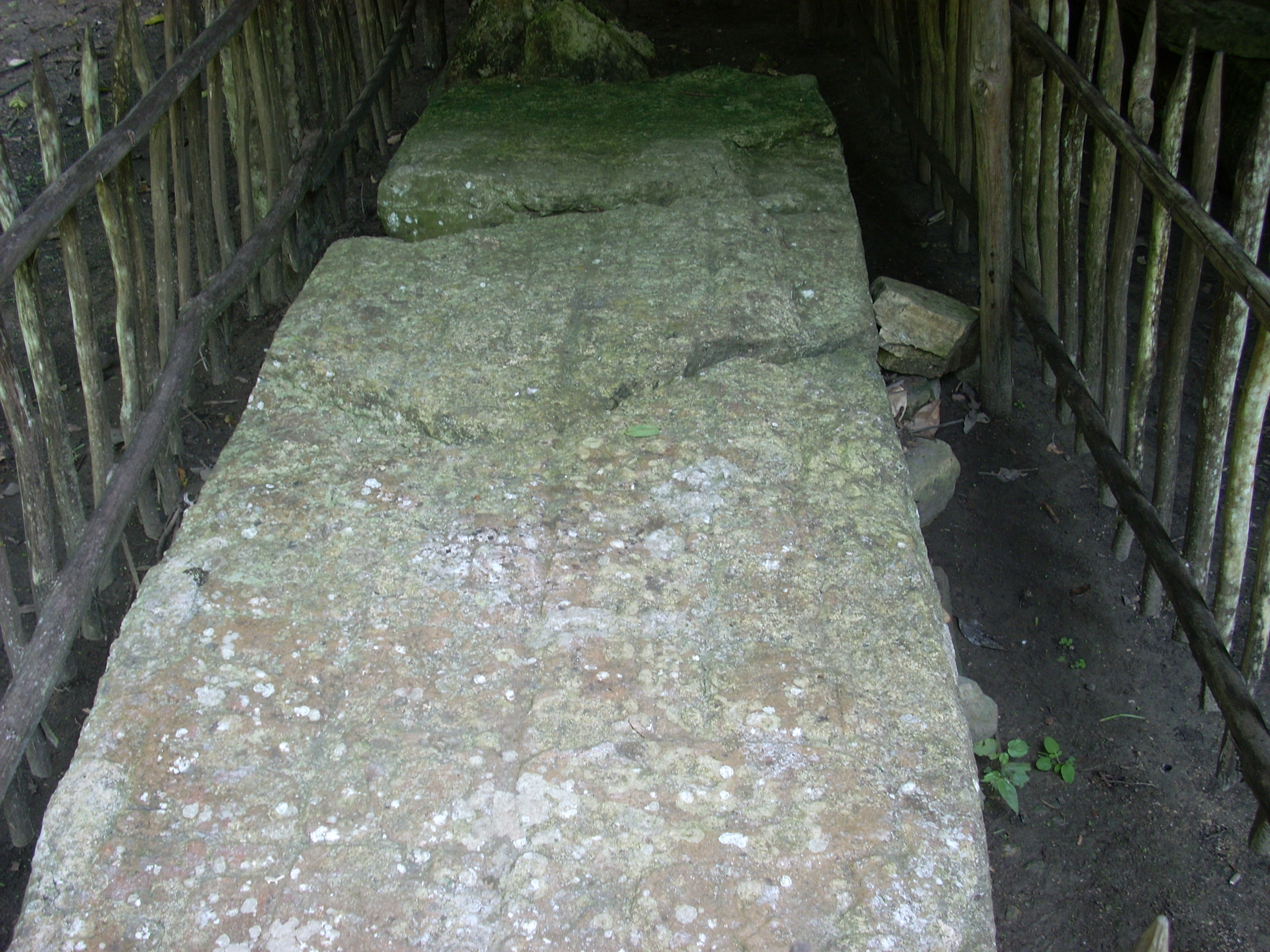
Estela 2, a la plaça Nord
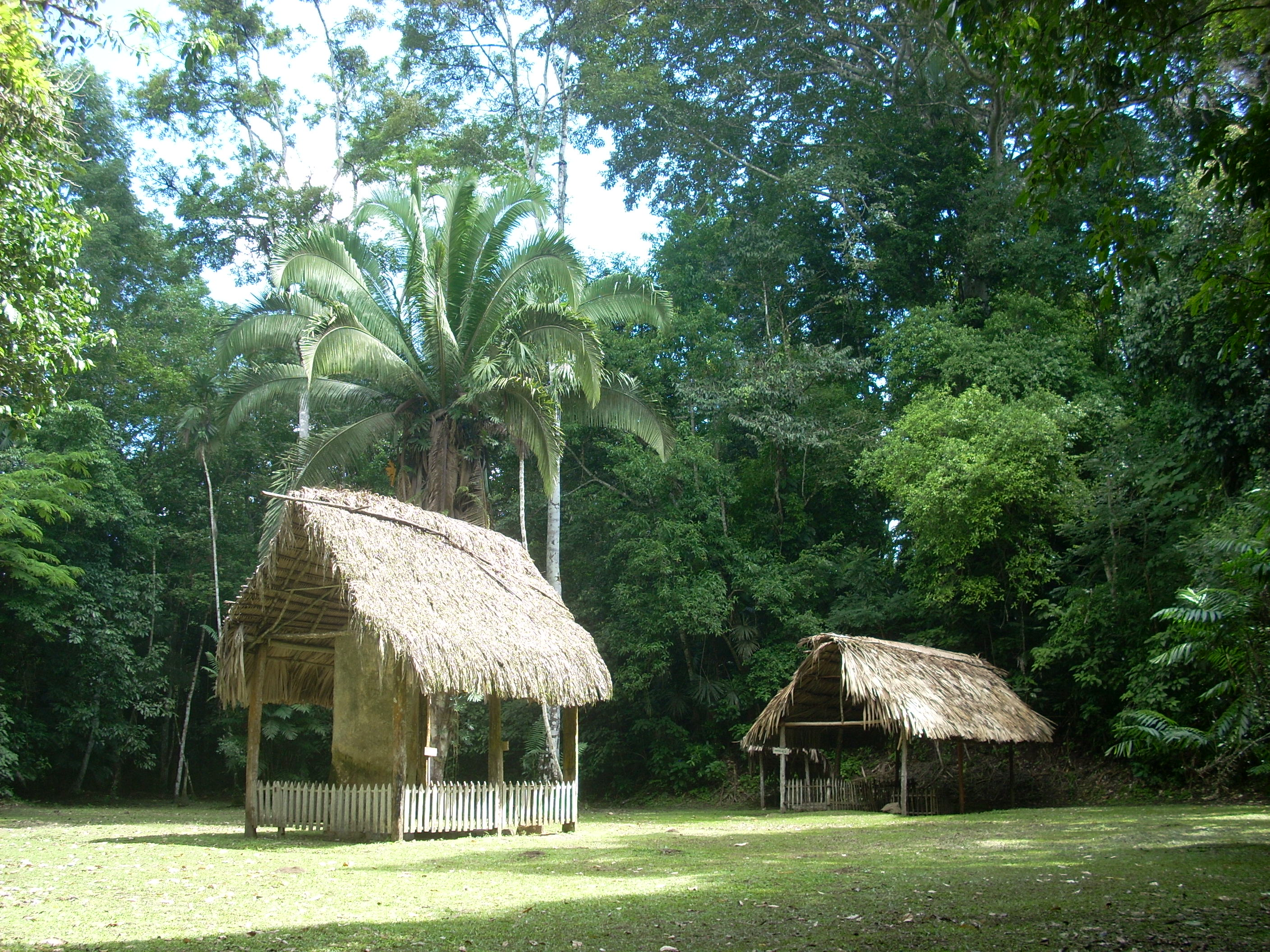
Plaça Central d'Ixkún, amb les Esteles 1 i 2. Petén, Guatemala

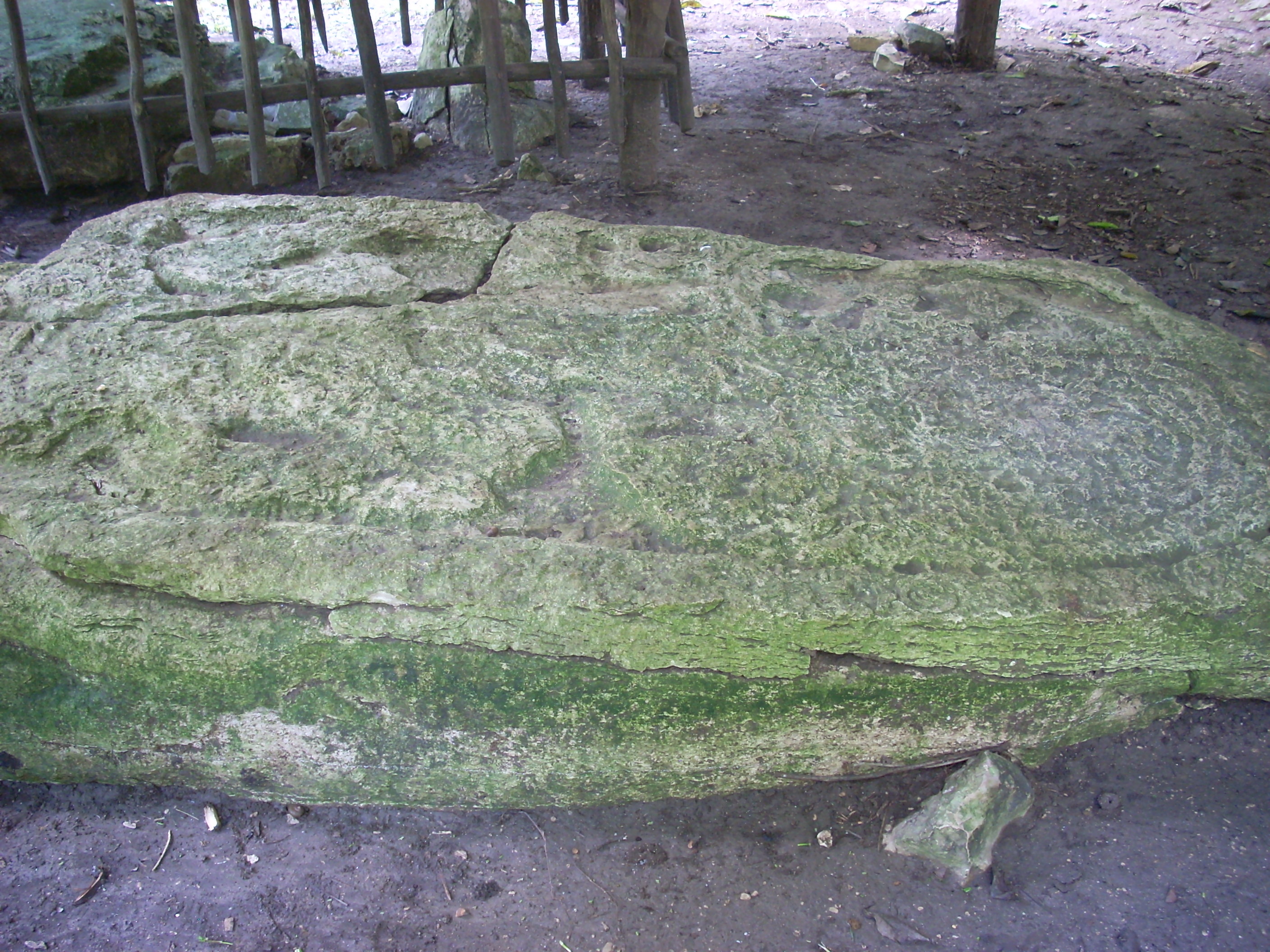
Estela 3, a la plaça Nord
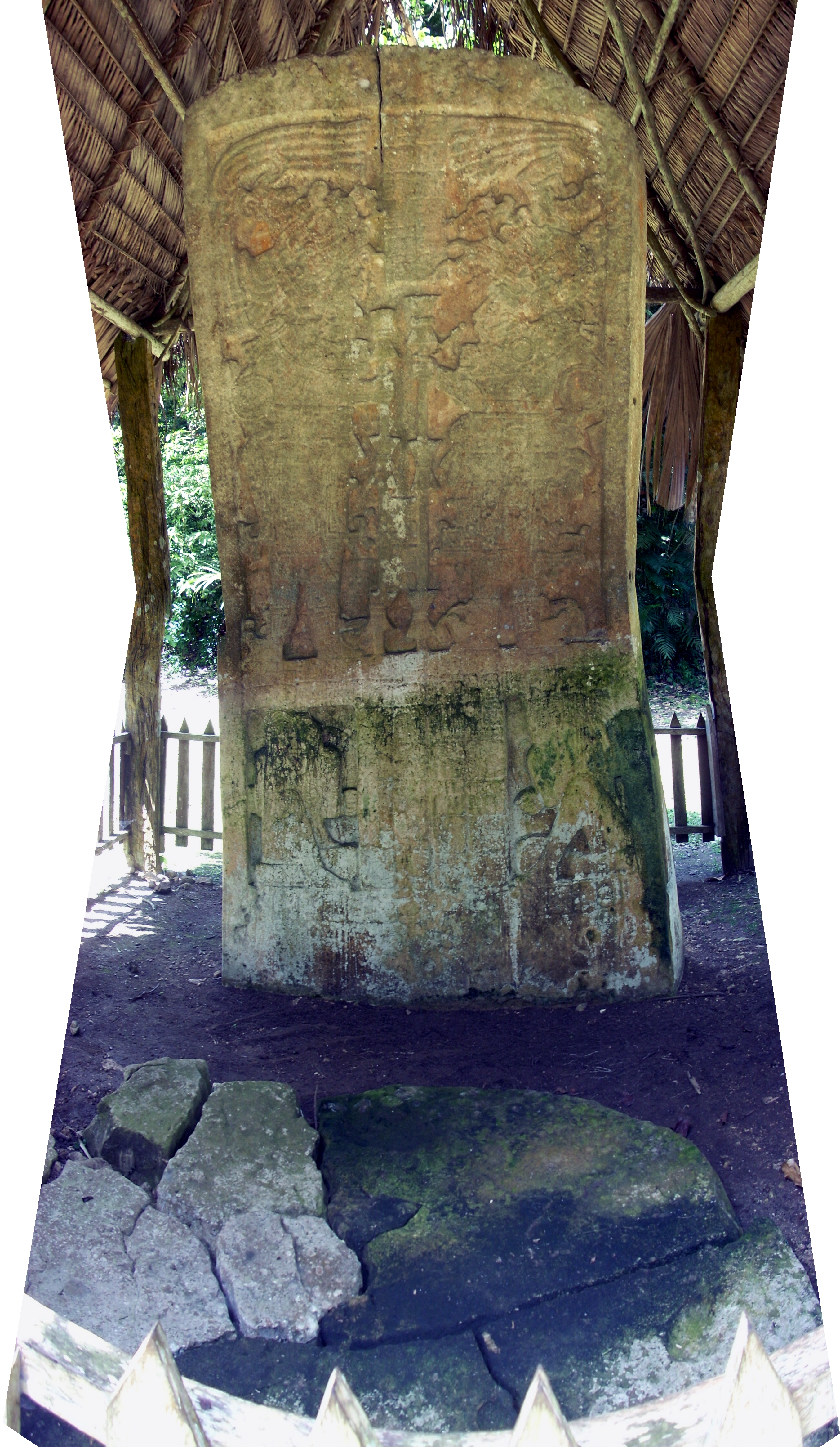
Estela 1 i l'Altar 1
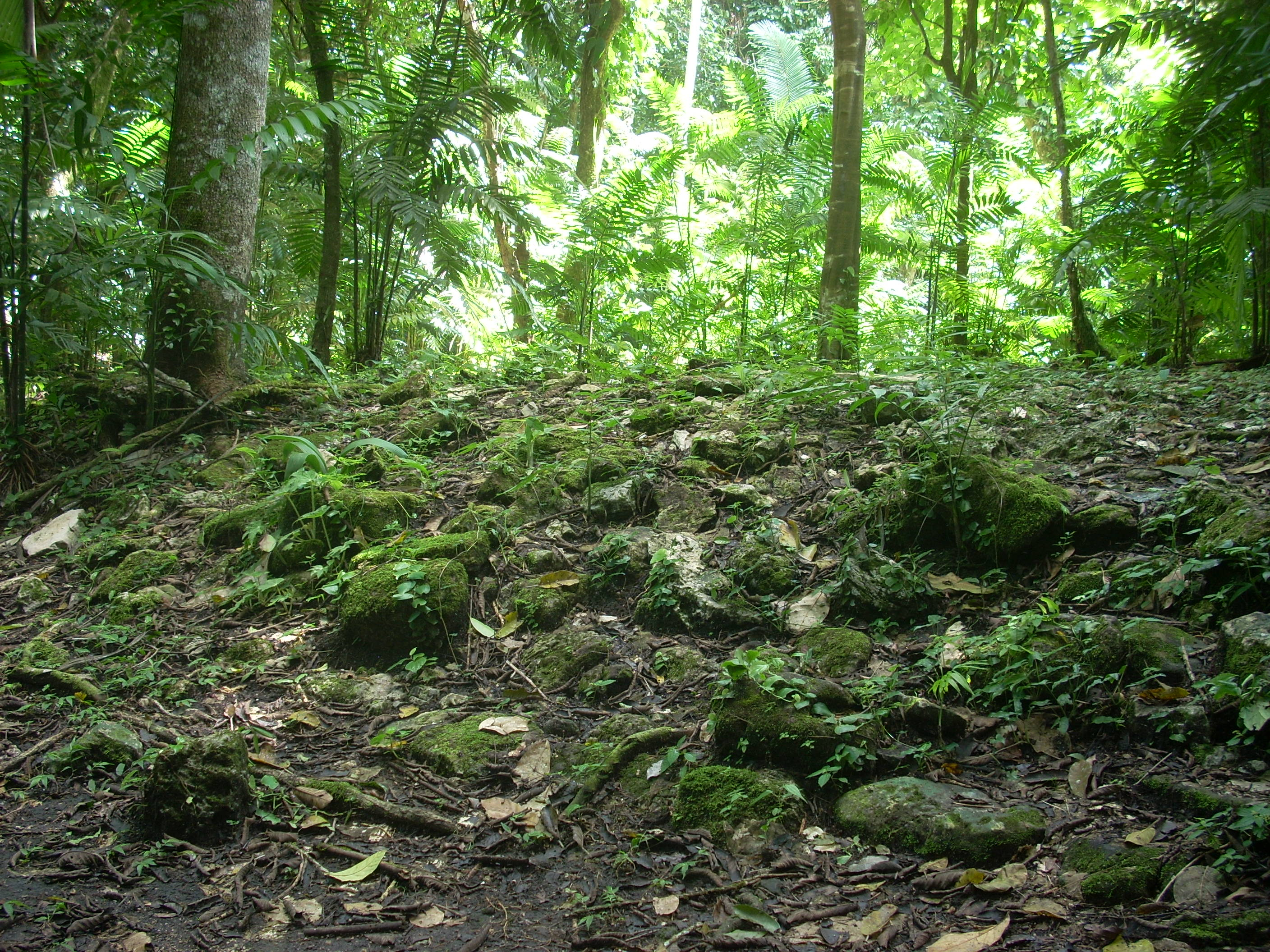
Sacbé sud
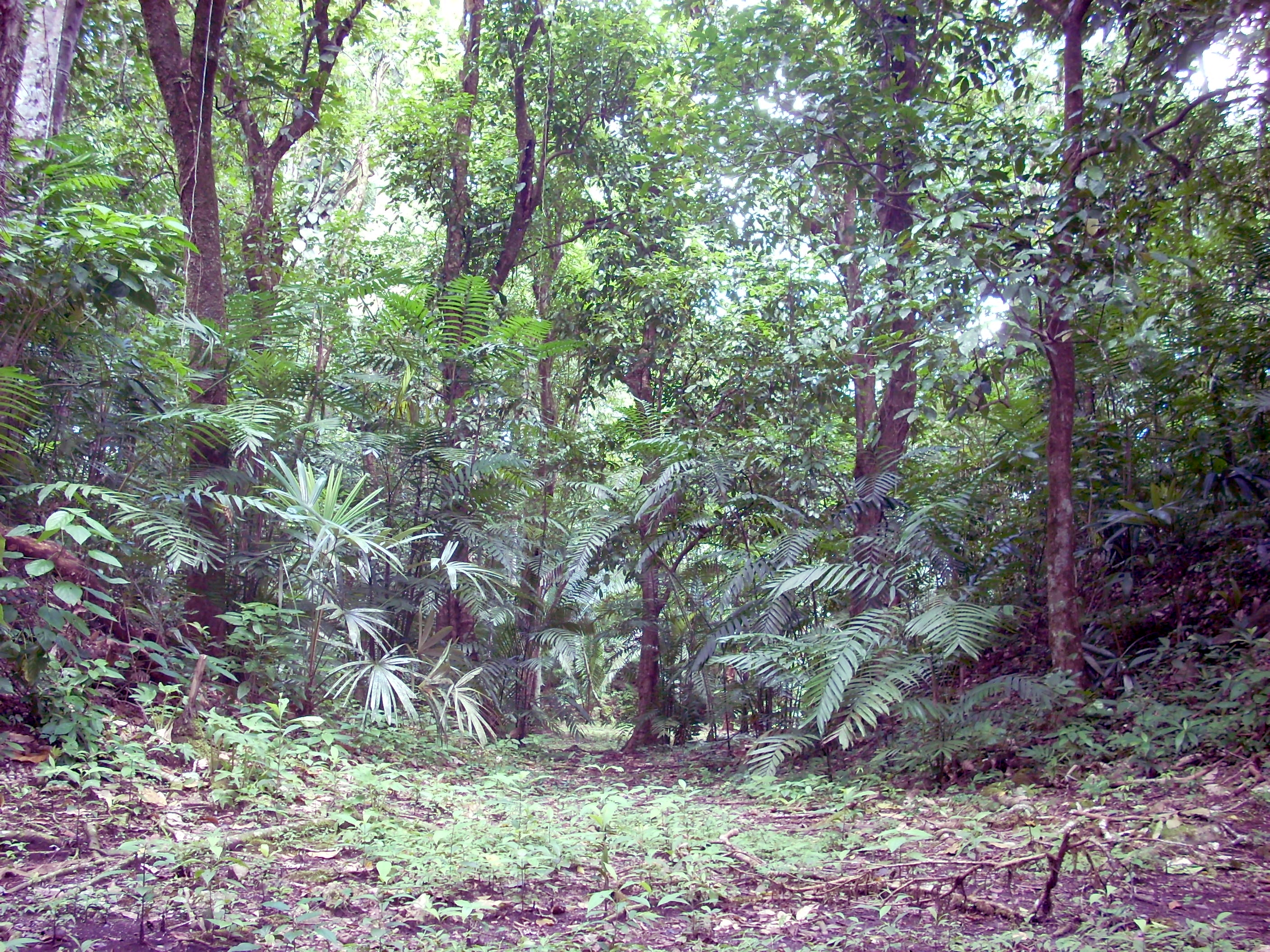
Joc de pilota encara no excavat